# Sophie Kamlish
Sophie Kamlish (Londra, 20 agosto 1996) è un'atleta paralimpica britannica, specializzata nei 100 e 200 metri piani nella categoria T44.
In carriera vanta una medaglia d'oro nei 100 metri ai mondiali paralimpici di Londra 2017, oltre che un bronzo bronzo nei 200 metri ai mondiali paralimpici di Lione 2013. È anche detentrice del record mondiale nei 100 piani T44 con un tempo di 12"90, realizzato nel 2017.

## Biografia
Originaria di Londra, nasce con un piede torto congenito. Nonostante i tentativi di risolvere il problema, la gamba affetta (quella destra) risulta ancora più corta dell'altra e all'età di nove anni le viene proposto un trattamento chirurgico per allungare l'arto. Le probabilità di insuccesso dell'operazione, unite al forte dolore causatole dalla malformazione, portano i genitori di Sophie ad optare per l'amputazione dell'arto, all'altezza del ginocchio.
Cresce nel borgo londinese di Camden, dove frequenta la Fleet Primary School. Successivamente si trasferisce con la famiglia nella città di Bath, per studiare alla Oldfield School e infine al Bath College.
Dopo aver praticato la pallacanestro in carrozzina da adolescente, si avvicina al mondo dell'atletica leggera partecipando ad un evento dell'Università di Bath. Compie il suo esordio a livello internazionale nel 2012 e lo stesso anno è selezionata per prendere parte alla sua prima rassegna paralimpica. Ai Giochi dimostra subito buoni margini di miglioramento, approdando dapprima alla finale dei 100 metri classe T44, dove ottiene un quinto posto in 13"98. Nella distanza doppia arriva invece sesta, realizzando un primato personale di 29"08.
L'anno seguente vola in Francia per partecipare ai mondiali paralimpici di Lione 2013. Qui la giovane londinese si piazza quarta nei 100 metri, prima di conquistare la sua prima medaglia internazionale con un terzo posto nei 200 metri T44, dietro alle già affermate Marlou van Rhijn e Marie-Amélie Le Fur.
Il 17 settembre 2016, ai Giochi paralimpici di Rio de Janeiro, realizza un nuovo record mondiale alle batterie dei 100 metri piani T44 fermando il cronometro a 12"93. Nella finale si piazza al quarto posto, alle spalle di Marlou van Rhijn, Irmgard Bensusan e Nyoshia Cain.
Il 2017 è l'anno della definitiva consacrazione per l'atleta inglese, quest'ultima capace di mettere in fila una serie di prestazioni in crescendo. Il 17 luglio, ai mondiali casalinghi di Londra, migliora il suo record mondiale nei 100 metri T44, realizzando un tempo di 12"90 alle batterie. La sera del medesimo giorno strappa a gran sorpresa il titolo di campionessa alla quattro volte iridata Marlou van Rhijn, piazzandosi davanti a lei in 12"92.

## Palmarès
| Anno | Manifestazione       | Sede           | Evento          | Risultato | Prestazione | Note                                     |
| ---- | -------------------- | -------------- | --------------- | --------- | ----------- | ---------------------------------------- |
| 2012 | Giochi paralimpici   | Londra         | 100 m piani T44 | 5ª        | 13"98       |                                          |
| 2012 | Giochi paralimpici   | Londra         | 200 m piani T44 | 6ª        | 29"08       | Miglior prestazione personale stagionale |
| 2013 | Mondiali paralimpici | Lione          | 100 m piani T44 | 4ª        | 13"62       | Miglior prestazione personale stagionale |
| 2013 | Mondiali paralimpici | Lione          | 200 m piani T44 | Bronzo    | 28"71       | Miglior prestazione personale            |
| 2014 | Europei paralimpici  | Swansea        | 100 m piani T44 | 6ª        | 14"35       |                                          |
| 2014 | Europei paralimpici  | Swansea        | 200 m piani T44 | 5ª        | 30"90       | Miglior prestazione personale stagionale |
| 2015 | Mondiali paralimpici | Doha           | 100 m piani T44 | 5ª        | 13"51       |                                          |
| 2016 | Giochi paralimpici   | Rio de Janeiro | 100 m piani T44 | 4ª        | 13"16       |                                          |
| 2017 | Mondiali paralimpici | Londra         | 100 m piani T44 | Oro       | 12"92       |                                          |